# 奥井奈々

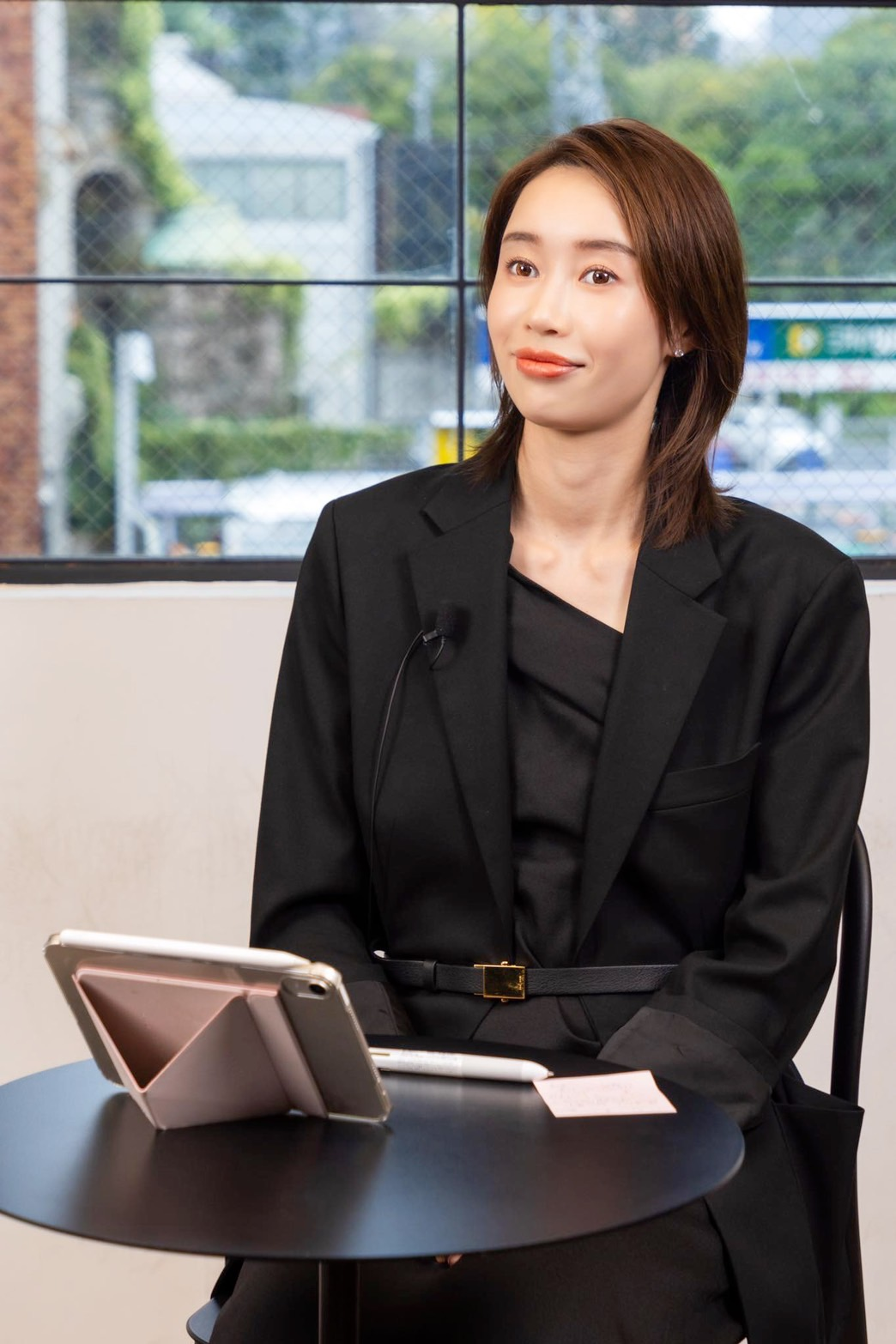
奥井奈々（2024年撮影）

奥井 奈々（おくい なな）は、日本のアナウンサー、司会者、モデル、起業家、インタビュアー。
株式会社WellNaviAI代表。初代NewsPicks公式キャスターとして知られ、経済討論番組やビジネス、キャリア系コンテンツでの司会・ファシリテーター・インタビュアーとして活動している。

## 来歴
兵庫県南あわじ市出身。関西外国語大学卒業。10代よりモデル活動を開始し、大学卒業後はユニクロに入社。2017年に退職し上京。モデル活動を再開しつつ、PR会社に勤務。
2018年、落合陽一がホストを務めるNewsPicksの番組『WEEKLY OCHIAI』にて行われた公開オーディションに合格し、プロアナウンサーとして活動を開始。以後、NewsPicks公式キャスターとして『The UPDATE』『HORIE ONE』などにレギュラー出演。討論形式の番組進行を得意とし、ファシリテーションに定評がある。
2023年、ヘルスケアメディア事業「WellNaviAI（ウェルナビアイ）」を立ち上げ、代表取締役に就任。予防医学や現代病をテーマにした動画コンテンツ制作を行い、自らも出演・プロデュースを担う。

## 主な出演
- The UPDATE（NewsPicks） - 古坂大魔王、佐々木紀彦、箕輪厚介 ほかと共演。朝まで生テレビ!のネット板として一世を風靡した。
- HORIE ONE（NewsPicks） - 堀江貴文、ゆうこす、佐々木紀彦と共演
- ReHacQ（YouTube） - 高橋弘樹と共演、キャリア・政治・社会などの話題でMCを務める
- FUKABORI（CARINAR） - 成田修造、川村真木子と共演、若手ビジネスパーソン向けの転職・キャリア番組。企画・構成にも関与

## 著書
- 『ガチ存在価値 〜あなたの姿勢で勝ちが決まる〜』（2024年、游藝舎出版） - 自身のキャリアと失敗経験をもとに、20代社会人に向けた仕事論を展開。